# Astragalus coquimbensis
Astragalus coquimbensis là một loài thực vật có hoa trong họ Đậu. Loài này được (Hook. & Arn.) Reiche miêu tả khoa học đầu tiên.